# 1918 في فرنسا
فيما يلي قوائم الأحداث التي وقعت خلال عام 1918 في فرنسا.

## أحداث
- 27 مايو – معركة المارن الثانية
- 30 مارس – معركة غابة مورييل
- 18 يوليو – معركة شاتو ثيري
- 1 يونيو – معركة بيلو وود
- 27 مايو – معركة أن الثالثة

## سياسة

### انتهاء فترة المنصب
- 1 يناير – إميل فافر رئيس بلدية [الإنجليزية]‏.

## كتب
من الكتب التي صدرت هذه السنة في فرنسا:
- 1 يناير – المثلث الذهبي من تأليف موريس لوبلان.

## مواليد

### أبريل
- 18 أبريل – أندريه بازين
- 23 أبريل – موريس دريون كاتب فرنسي.

### يونيو
- 10 يونيو – باتاشو مغنية فرنسية.

### يوليو
- 27 يوليو – جاك بيرتن

### نوفمبر
- 1 نوفمبر – فريدريك ليبويي
- 7 نوفمبر – بول أوسارس

### ديسمبر
- 13 ديسمبر – ريمون لوكاس درّاج طريق فرنسي.

## وفيات

### يناير
- 1 يناير – غاستون ألارد (مواليد 1838)
- 26 يناير – جول لاشوليي (مواليد 1832) فيلسوف فرنسي.

### فبراير
- 8 فبراير – لويس رينو (مواليد 1843) حقوقي فرنسي.
- 18 فبراير – أريستيد مار (مواليد 1823)

### مارس
- 26 مارس – كلود ديبوسي (مواليد 1862) ملحن فرنسي.

### أبريل
- 5 أبريل – بول فيدال دو لا بلاش (مواليد 1845)

### أغسطس
- 8 أغسطس – ميشال زيفاكو (مواليد 1860) كاتب فرنسي.

### أكتوبر
- 5 أكتوبر – رولان غاروس (مواليد 1888)
- 9 أكتوبر – رايموند دوشامب فيون (مواليد 1876) نحات فرنسي.
- 28 أكتوبر – ألبرت هاستينغز ماركهام (مواليد 1841) مستكشف من المملكة المتحدة.

### نوفمبر
- 10 نوفمبر – إميل فافر (مواليد 1869) سياسي فرنسي.
- 25 نوفمبر – أوغستين لفييه (مواليد 1864) عالم نبات فرنسي.

### ديسمبر
- 2 ديسمبر – إدموند روستان (مواليد 1868) كاتب فرنسي.